# یواس‌اس تروپ (۱۸۱۲)
یواس‌اس تروپ (۱۸۱۲) (به انگلیسی: USS Troup (1812)) یک کشتی بود. این کشتی در سال ۱۸۱۲ ساخته شد.